# Keizō Murase
Keizō Murase (村瀬継蔵, Murase Keizō), né le 5 octobre 1933 à Ikeda (Hokkaidō) et mort le 14 octobre 2024, est un costumier, cascadeur, sculpteur, modéliste et réalisateur de cinéma japonais.
Il est particulièrement connu pour son travail dans les films de monstres géants kaiju, notamment Mothra (1961), King Kong contre Godzilla (1962), et Le Colosse de Hong Kong (1977).

## Vie et carrière
Keizō Murase naît à Ikeda, dans la sous-préfecture de Tokachi, à Hokkaidō le 5 octobre 1933,.
En 1958, la société de production Toho engage Murase pour sculpter le costume de Varan pour Varan, le monstre géant. Photographe amateur, Murase a largement documenté son travail qui a été publié dans son autobiographie de 2015, Monster Maker: Keizo Murase.
Après avoir travaillé pour Daiei sur Gamera, lui, Masao Yagi et Akira Suzuki fondent la société de mannequins Ex Productions, qu'il a ensuite quittée en 1972 pour créer sa propre société, Twenty.
Keizō Murase meurt d'une cirrhose du foie le 14 octobre 2024, à l'âge de 89 ans.